# B-90 Sarov
Il B-90 Sarov è un sottomarino russo di nuova concezione. Identificato come Progetto 20120, si tratta di un battello a propulsione diesel-elettrica che utilizza un reattore nucleare come fonte di energia ausiliaria. Il Sarov è il primo sottomarino di questo tipo costruito in Russia.

## Sviluppo
Le origini del B-90 possono probabilmente essere individuate negli anni sessanta, quando la NIKIET progettò un reattore nucleare utilizzabile sui sottomarini convenzionali, in aggiunta al normale tipo di propulsione. Lo scopo era quello di consentire un'autonomia più lunga a questo tipo di battelli. Negli anni, vennero condotti diversi esperimenti e realizzati un paio di prototipi (di cui almeno uno effettivamente installato). Negli anni ottanta, furono anche portati avanti un paio di progetti, denominati Romashka e Sargan. Comunque, il B-90 venne progettato dall'ufficio tecnico Rubin nel 1989, e la costruzione venne intrapresa presso il cantiere navale Krasnoe Sormovo, presso Nižnij Novgorod, nello stesso anno. Successivamente, lo scafo fu trasferito a Severodvinsk, e qui completato nel locale cantiere Sevmash. Il completamento del battello venne annunciato dai responsabili del cantiere il 14 dicembre 2007, e lo scafo fu varato probabilmente tre giorni dopo. L'11 agosto 2008, il B-90 entrò ufficialmente in servizio con la Flotta del Nord. Risulta ancora impegnato come banco di prova per lo sviluppo di nuovi armamenti subacquei.
La costruzione del B-90 è stata portata avanti con grande segretezza. Infatti, la prima volta che si venne a sapere dell'esistenza del sottomarino fu il 6 settembre 2007, ben 18 anni dopo l'inizio dei lavori. In quell'occasione fu rivelato per errore il nome del battello sul sito ufficiale della città di Sarov. Anche se l'informazione fu subito rimossa e la marina militare russa negò qualsiasi commento, trapelarono anche alcune informazioni tecniche.
Queste eccezionali misure di segretezza sono probabilmente giustificate dalle caratteristiche tecniche dell'impianto propulsivo del sottomarino.

## Tecnica
Il B-90 può essere considerato un vero e proprio banco prova universale per lo sviluppo di tecnologie legate alla navigazione e ai sistemi d'arma subacquei. Dal punto di vista tecnico, pare che sia piuttosto simile ai classe Kilo di serie.
La propulsione è assicurata da un normale motore di tipo diesel elettrico, che però utilizza come fonte di energia supplementare un reattore nucleare di tipo VAU-6. Come detto sopra, si tratta di un reattore risalente alla fine degli anni sessanta, di tipo imprecisato: infatti, pare si tratti di un BWR, ma altre fonti sostengono sia un PWR. Un primo prototipo di VAU-6, dalla potenza di 600 kW sarebbe stato realizzato nel 1971 e un secondo nel 1986. Uno di questi sarebbe stato sperimentato su un classe Juliett (modificato come «Progetto 651E»). Questa combinazione di due sistemi propulsivi lo rende un sottomarino dalle caratteristiche praticamente uniche, oltre a consentirgli di rimanere in immersione per lunghissimi periodi.
I costi di realizzazione non sono stati resi noti.

## Utilizzo
L'11 giugno 2009 è stato comunicato che il B-90 è entrato in servizio operativo nella Flotta del Nord, dopo aver concluso le prove in mare. Si prevede che sarà utilizzato come banco prova per lo sviluppo di tecnologie militari subacquee, come nuovi sistemi d'arma, impiantistica e, pare, anche di un nuovo reattore nucleare. Le esperienze condotte con il B-90 potranno essere utilizzate su battelli sia con equipaggio, sia senza. Le sue caratteristiche lo rendono inoltre idoneo anche a missioni di spionaggio nelle acque artiche.